# Bonito (Italia)
Bonito es un municipio situado en la provincia de Avellino, en Campania. Tiene una población estimada, a fines de mayo de 2023, de 2209 habitantes.

## Evolución demográfica
| Gráfica de evolución demográfica de Bonito entre 1861 y 2023 |
|                                                              |
| Fuente: ISTAT - Elaboración gráfica de Wikipedia             |